# Cercidium microphyllum
Cercidium microphyllum, el paloverde amarillo o paloverde de la base de las colinas, es una especie de palo verde. 

## Descripción
Parkinsonia microphylla es un árbol erizado, con ramificación vertical. La especie es de crecimiento lento, a veces viviendo durante varios cientos de años. Por lo general crece hasta una altura de alrededor de 5 metros, aunque rara vez se puede llegar a 6-7 metros de alto. Las hojas son de color verde amarillento, y durante los períodos secos y calurosos, el árbol se desprenderá ampliamente de ellos. Tiene la característica de realizar la fotosíntesis en su corteza (de ahí el color verde), y esto es lo que le permite sobrevivir sin hojas en los periodos más calurosos.
Las flores se encuentran en el extremo de una rama, pequeña, de color amarillo pálido y se producen a finales de primavera. El árbol puede no florecen cada año, dependiendo de la cantidad de lluvia. Si hay suficiente lluvia, las semillas también aparecerán con un tamaño de 4-8 cm de largo, con vainas blandas que se sumergen entre cada semilla. Maduran en julio, y se adhieren a las ramas. Los roedores suelen transportar y almacenar las semillas bajo tierra, donde algunas de ellas germinarán después de una temporada de lluvias. Las plántulas son muy sensibles a la sequía durante los primeros dos o tres meses de su vida, y solo alrededor del 1,6% sobrevivirán después de germinar.

## Amenazas
Cenchrus ciliaris es una especie exótica de hierba nativa de África, introducida por primera vez en el desierto de Sonora para el pastoreo del ganado, la cual se propaga muy rápidamente y con frecuencia pueden matar las plántulas mediante el uso del agua disponible, lo que podría ser una amenaza en el futuro.

## Distribución y hábitat
Es nativo del suroeste de Estados Unidos en el sureste de California y sur de Arizona; y el noroeste de México en Sinaloa, Sonora, y Baja California. La planta por lo general se encuentra en pendientes, y es uno de los árboles más comunes del desierto de Sonora. 

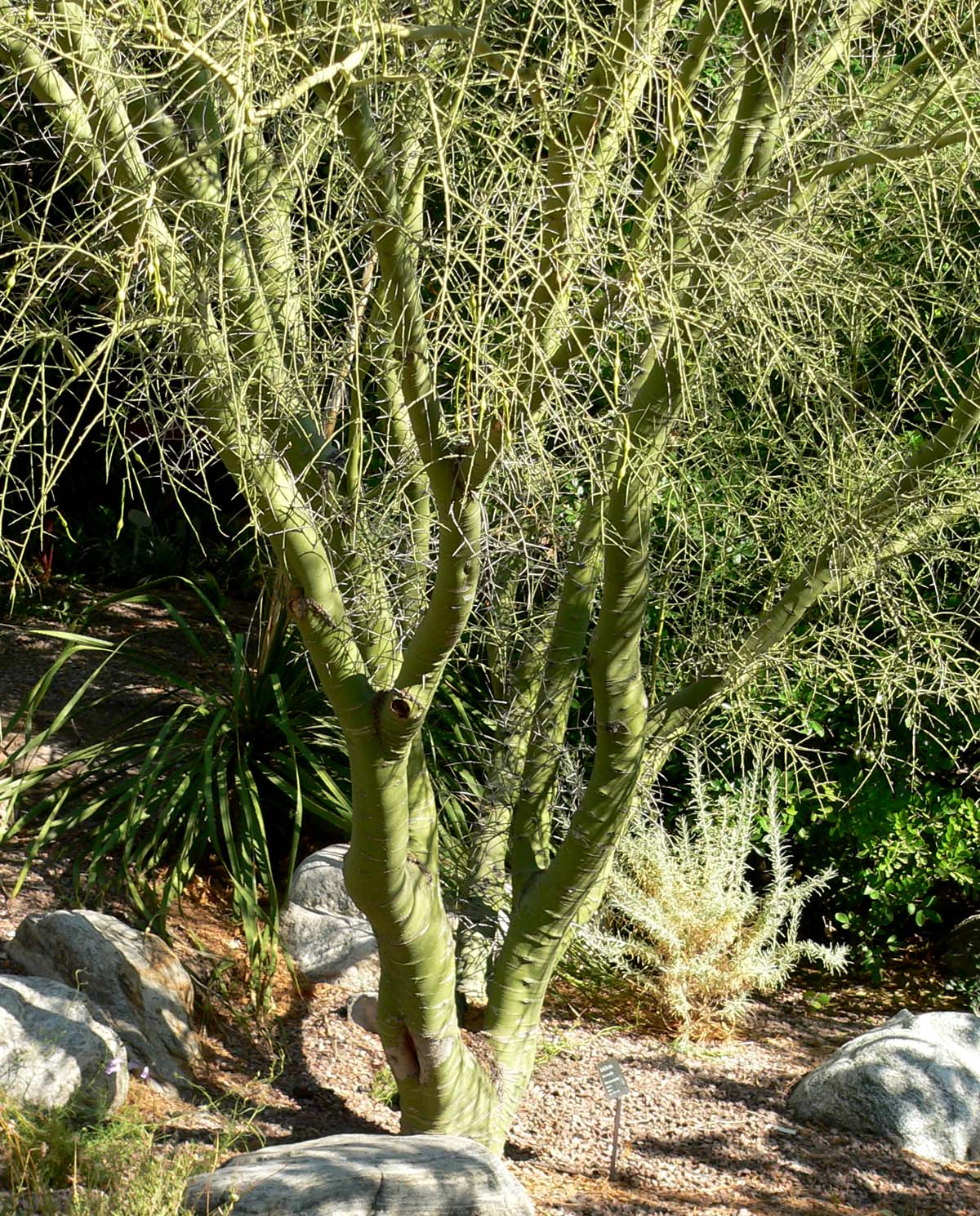
Troncos

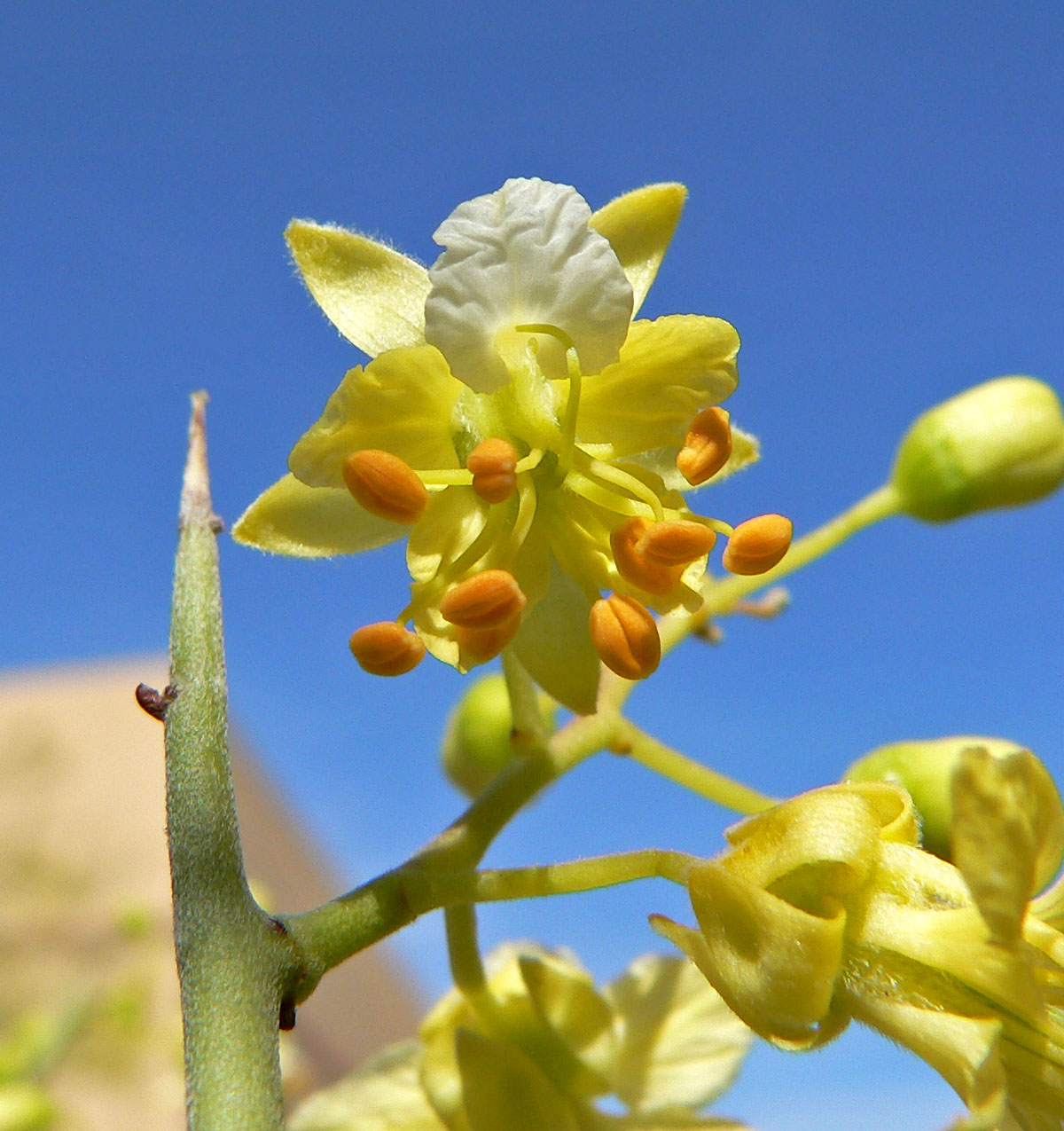
Flores.

## Respiración
Lleva a cabo la fotosíntesis como cualquier otro árbol.

## Reproducción
Produce ejotes verdes que esparcen su semilla por todos lados. Suele crecer más a menudo en pendientes.

## Irritabilidad
Por los generales irritado por el agua ya que está en exceso pudre sus raíces (las cuales crecen por la superficie), y las abejas que utilizan sus ejotes para panales.

## Usos
El pueblo seri, un grupo nativo de América del Norte del noroeste de México, lo llaman ziipxöl. Solían moler las semillas para hacer harina, hervir las vainas verdes con carne, y comer las semillas verdes dulces como también las flores. También utilizaban sus semillas a modo de cuentas para armar collares.

### Cultivo
Parkinsonia microphylla se cultiva como un árbol ornamental en jardines tolerantes a la sequía, modernistas, y de plantas nativas. También es usado como árbol pequeño para proveer sombra en estacionamiento de vehículos.

## Taxonomía
Cercidium microphyllum fue descrita por (Torr.) Rose & I.M.Johnst. y publicado en Contributions from the Gray Herbarium of Harvard University 70: 66. 1924.
Sinonimia
- Cercidiopsis microphylla (Torr.) Britton & Rose
- Parkinsonia microphylla Torr.[2][3]